# Pharnuches
Pharnuches (altgriechisch Φαρνούχης) war ein persischer Dolmetscher und Gefolgsmann Alexanders des Großen im 4. vorchristlichen Jahrhundert. Laut Arrian war er ein gebürtiger Lykier, vermutlich persischer Abstammung.
Im Verlauf des Asienfeldzugs gelangte Pharnuches auf unbekannten Wegen in die Gefolgschaft Alexanders des Großen. Weil er die Sprachen der lokalen Völker der Provinzen Sogdien und Baktrien beherrschte, hielt ihn Alexander im Sommer 329 v. Chr. zur Führung einer Heeresabteilung befähigt, die den Kampf gegen den gefährlichen Widersacher Spitamenes aufnehmen sollte. Diese Truppe bestand aus 60 Hetairenreitern, 800 berittenen Söldnern und 1.500 Söldnern zu Fuß, die von den Offizieren Karanos, Andromachos und Menedemos geführt wurden. Sie wurden mit der Entsetzung des gerade von Spitamenes belagerten Marakanda (Samarqand) beauftragt, doch während des Marsches wurden sie beim Passieren des Flusses Polytimetos (Serafschan) von Spitamenes und seiner skythischen Reiterei überfallen und vernichtend geschlagen; etwas mehr als 2.000 Mann fielen.
Nach makedonischer Anschauung waren insbesondere Kontroversen zwischen Pharnuches und seinen Unterführern für die Niederlage ausschlaggebend. Laut Aristobulos habe Pharnuches während der Schlacht sein Kommando an einen der drei makedonischen Offiziere abgeben wollen, da er als Dolmetscher über keine militärische Erfahrung verfüge und außerdem selbst kein Makedone noch ein Gefährte (hetairos) des Königs sei. Alexander habe ihn einzig deshalb zum Befehlshaber gemacht um die Sympathien der orientalischen Krieger zu gewinnen. Die drei anwesenden makedonischen Offiziere hatten das Ansinnen des Pharnuches aber zurückgewiesen, da sie sich der Weisung Alexanders verpflichtet fühlten, aber wohl auch, weil sie nicht die Verantwortung der Niederlage auf sich nehmen wollten. Die Schlacht am Polytimetos ist die einzige militärische Niederlage des Alexanderzugs und es sollte auch das erste und letzte Mal bleiben, dass Alexander einem Orientalen ein militärisches Kommando anvertraute. 
Ob Pharnuches zu den wenigen Überlebenden des Polytimetos (40 Kavalleristen und 300 Infanteristen) gehörte, ist unklar. Er hatte einen Sohn Bagoas, der 325 v. Chr. ein hetairos des Königs und einer der Trierarchen der Indusflotte war.